# Аксай (Костанайская область)
Аксай (каз. Ақсай) — село в Амангельдинском районе Костанайской области Казахстана. Административный центр и единственный населённый пункт Аксайского сельского округа. Находится примерно в 102 км к северу от села Амангельды. Код КАТО — 393433100.

## Население
В 1999 году население села составляло 699 человек (344 мужчины и 355 женщин). По данным переписи 2009 года, в селе проживало 459 человек (221 мужчина и 238 женщин).